# ویدور، کمون دانمارک
ویدور (به دانمارکی: Hvidovre Kommune) یک منطقهٔ مسکونی در دانمارک است که در استان هوودستادن واقع شده‌است.
ویدور ۲۲٫۹۰ کیلومتر مربع مساحت و ۵۳٬۴۱۶ نفر جمعیت دارد.

## خواهرخوانده
شهرهای بخش سولنتونا و ردووتووه خواهرخوانده‌های ویدور هستند.